# Акименко, Фёдор Степанович
Фёдор Степа́нович Акиме́нко (Якименко; 8 [20] февраля 1876, село Пески, Харьковская губерния, Российская Империя — 3 января 1945, Париж) —  русский композитор, пианист и педагог. Родной брат русского композитора Якова Степового (псевдоним Якова Якименко).

## Биография
В 10 лет был отобран в Придворную капеллу в Петербурге, где получил начальное музыкальное образование (воспитанник регентского класса).  Занимался под руководством А. К. Лядова и М. А. Балакирева. В петербургской консерватории (1896—1900) Акименко окончил курс по классу профессора теории композиции Н. А. Римского-Корсакова.
С 1897 года работал учителем на дирижёрских курсах Придворной капеллы. Впоследствии — дирижёр музыкальной школы в Тифлисе (1901—1903), директор музыкальной школы в Ницце (Франция, 1903—1906), затем — директор Харьковского отделения императорского русского музыкального общества.  Профессор Петроградской консерватории (1919—1923). Сотрудничал в «Русской музыкальной газете»: «Автобиографические заметки» (1911, № 11—12); «Лист и Данте» (1911, № 40); «Сфера музыки» (1911, № 49); «О мире златострунном Рихарда» (1913, № 15—16); «Искусство и война» (1914, № 13); «Из воспоминаний о М. А. Балакиреве» (1915, № 19/20).  
Среди его учеников — выдающийся композитор XX века Игорь Стравинский, 3. Лиско, Н. Колесса и другие.  
С 1923 года жил во Франции (Ницца, Париж). С 1924 года — профессор музыкального отдела Украинского высшего педагогического института имени М. Драгоманова (Прага). Кроме педагогического труда, Акименко выступал как концертирующий пианист и хоровой дирижёр. В те годы был написан его труд «Практический курс науки гармонии в двух частях с задачником» (Прага, 1926).
В 1932 был избран вице-директором Русской нормальной консерватории в Париже, состоял в ней профессором по классу фортепьяно.

## Музыка
Труды Акименко-композитора были изданы ведущими русскими и зарубежными музыкальными издательствами: «Belaieff», «Bassel», «Jurgenson», «Leduc», «Rouart-Lerolle». У Беляева изданы вокальные и инструментальные произведения (ор. 1—21 вкл.), у Юргенсона — (ор. 22—43), а именно: 25 романсов на тексты преимущественно русских поэтов, 3 хора для смешанных голосов, трио для скрипки, альта и виолончели; «Лирическая поэма» (посвящённая Н. А. Римскому-Корсакову) для большого оркестра; сочинения для скрипки, виолончели, «Пастушеская песня» для английского рожка, или альта, или скрипки, романс для альта, идиллия для флейты, «Ноктюрн» для валторны, «Баллада» для кларнета, «Consolation» для арфы; много сочинений для фортепиано, прелюдии, эскизы, три идиллических танца, семь технических этюдов и несколько тетрадей программных песен.
Сочинения Акименко обнаруживают солидную композиторскую технику, изящный вкус, выдержанность стиля, поэтичность и искренность настроения. Талант его, преимущественно лирический, высказался, главным образом, в мелких формах. В сочинениях последних лет (главным образом, фортепианных) заметны влияния французских композиторов-модернистов. Влияние это выразилось как в техническом складе сочинений, в изысканности гармонии, в преувеличенной иногда простоте стиля, так и в замыслах автора, в его склонности к мистическому («Uranie», «Reves etolies» и прочие пьесы для фортепиано), к неопределенным настроениям, в стремлении воскресить музыкальную манеру древних, что сказывается до некоторой степени в его интересных «Идиллических танцах» для фортепиано.

## Произведения
- Опера «Фея снегов», балет (название невод.);
- «Лирическая поэма» для оркестра, (Poema lirico per orchestra);
- Увертюра для оркестра (Ouverture per orchestra);

- Две пьесы для скрипки и фортепиано (2 Morceaux pour violon et piano), Op. 9;
- Эклог ( Éclogue en fa mineur pour cor anglais (ou alto, ou violon et piano), Op. 12 (1900);
- Романс ми-минор для альта с фортепиано ( Romance en mi mineur pour alto et piano), Op. 13 (1902);
- Маленькая баллада для кларнета с фортепиано (Petite Ballade for Clarinet and Piano) (1903);
- «Идиллия» для флейты и фортепиано ( Idylle pour flûte et piano), Op. 14;
- «Колыбельная» для фортепиано ( Berceuse pour piano), Op. 15;
- «На краю огня» для фортепиано ( Au coin du feu pour piano), Op. 28;
- «Два Фантастические эскизы» для фортепиано ( 2 Esquisses fantastiques pour piano), Op. 33;
- Соната для скрипки и фортепиано (Sonates pour violon et piano);
- Пьесы для фортепиано (Pièces pour piano seul);
- «Фантастическая соната» для фортепиано (Sonata fantastica per pianoforte) [2].